# Cercomegistidae
Famille
Les Cercomegistidae sont une famille d'acariens mesostigmates. On connaît treize espèces dans cinq genres.

## Liste des genres
- Celaenogamasus Berlese, 1901
- Cercoleipus Kinn, 1970
- Cercomegistus Berlese, 1914
- Holocercomegistus Evans, 1958

Neooudemansia Trägårdh, 1938, parfois cité comme membre de cette famille est un synonyme de Antennurella.

## Publication originale
- Trägårdh, 1937 : Zur Systematik der Mesostigmata. Arkiv för Zoologi, vol. 29B, n. 11p. 1-8.